# Escritura tagbanuá

Los glifos de la escritura tagbanuá

La escritura tagbanuá es una escritura índica utilizado por los tagbanuás y, más recientemente, los paraguanos en escribir sus propias lenguas. Tradicionalmente, se ha leído verticalmente de abajo a arriba y de izquierda a derecha; hoy en día, también se lee horizontalmente de izquierda a derecha y de arriba abajo.